# General Motors LAV

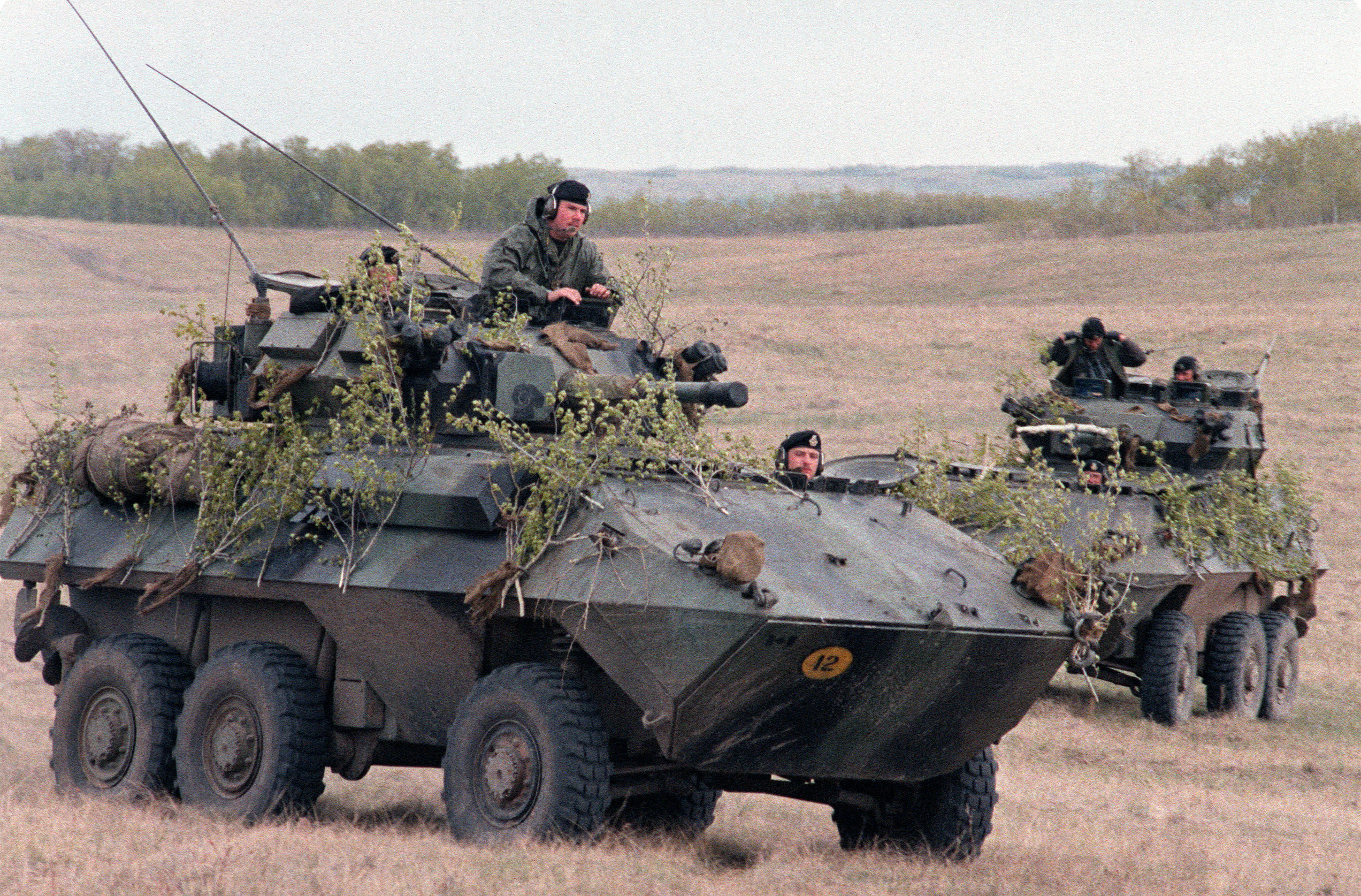
LAV I (AVGP)

General Motors LAV (укр. легка броньована машина Дженерал Моторс) — серія колісних бойових броньованих машин, створених компанією «Дженерал Дайнамекс Ленд Системз — Канада» (англ. General Dynamics Land Systems – Canada (GDLS-C)), дочірньою компанією General Dynamics, що знаходиться у Лондоні в канадській провінції Онтаріо. БТР LAV є ліцензійною версією бронетранспортерів швейцарського виробництва Mowag Piranha. Проєктування та розробка лінійки бойових машин здійснювалася у відповідності до вимог канадської армії до броньованих машин загального призначення (AVGP). Перший варіант LAV І був розроблений на основі швейцарської Piranha I за колісною формулою 6x6, і виготовлявся фірмою General Motors Diesel у Лондоні, Онтаріо. З моменту прийняття на озброєння в 1976 році бронетранспортер зазнав низку модернізацій та удосконалень. На початку 1980-х років канадська армія прийняла на озброєння другу версію бойової машини — LAV II — створену за колісною формулою 8x8. Наприкінці 1990-х років надійшла третя версія бронетранспортера LAV III.
LAV продовжує становити основу парку бойових машин канадської армії. Серія бойових броньованих машин LAV існує в кількох різних варіантах і використовується в ряді різних функцій, таких як бронетранспортери, інженерні машини, рухомі командні пункти, машини медичної евакуації та броньовані евакуаційні машини.

## LAV І
У 1974 році канадські військові запустили програму придбання легких транспортних засобів для резервних частин армії. Армія бажала мати багатофункціональний броньований транспортний засіб, який можна було б пристосувати для служби в різних бойових умовах. Виходячи з цього, керівництво армією визначило вихідні вимоги до чотирьох різних варіантів. Здавалося, що Cadillac-Gage мав усі дані виграти цей контракт. Але швейцарська фірма Mowag запропонувала свою «Піранью» з пропозицією співпрацювати з General Motors Diesel для налагодження виробництва AVGP на базі промислових потужностей підприємства GM у канадському Лондоні. У березні 1976 року «Піранья» отримала замовлення.
Відповідними функціональними модифікаціями AVGP були бойова броньована машина Cougar, бронетранспортер Grizzly та броньована евакуаційна машина Husky.
Канадська армія зняла з експлуатації всі варіанти AVGP, починаючи з 2005 року. Проте певну кількість списаних автомобілів було передано іншим військовим та поліцейським силам, де вони продовжують службу.
AVGP мав пристрої для використання броньованих машин як амфібій, зокрема восьмиколісний «Бізон», наступний у серії модифікацій.

### Історія
Наприкінці 1970-х років перші варіанти AVGP були прийняті на озброєння армії Канади. Призначені для використання лише в Канаді, вони були використані для кількох місій Організації Об'єднаних Націй, включаючи UNPROFOR і місію в Сомалі. Один «Гризлі», який виконував миротворчу місію, був захоплений сербськими військами наприкінці 1990-х років.
Cougar використовувався для тренувань у Канаді та неофіційно називався «танко-тренувальний». Протягом 1980-х і 1990-х років він використовувався бронетанковими підрозділами як машина вогневої підтримки для підрозділів, у яких не було приданих танків Leopard. Батальйони, оснащені «Куґуарами», у цих полках, жартома називали «ескадрою човнів» на відміну від розвідувальних батальйонів, на озброєнні яких були розвідувальні бронетранспортери «Линкс», а пізніше «Койот».
БТР «Гризлі» був на озброєнні у піхотних батальйонах регулярних сил, не оснащених БТР M113, а також у резервних частинах. У більшості транспортних засобів були демонтовані водяні рушії. У рамках проєкту Wheeled LAV Life Extension канадські збройні сили планували переобладнати транспортні засоби Grizzly і Husky для таких варіантів підтримки, як командний пункт і автомобіль мобільної ремонтної групи. Однак у 2005 році проєкт було скасовано, а транспортні засоби були зняті з експлуатації.

### Варіанти
Варіанти AVGP:
Cougar
- Використовувався для навчання танкістів і як бойова броньована машина
- 3 члени екіпажу[5].
- Башта британської розвідувальної машини Scorpion з 76-мм гарматою[5].

Grizzly
- Бронетранспортер (БТР)[2]
- Екіпаж з трьох бійців[2]
- Призначений для переміщення піхотного відділення[2]
- Встановлена 1-метрова турель Cadillac-Gage, озброєна НАТОвським 50-дюймовим (12,7×99 мм) кулеметом .50 BMG і 7,62-мм кулеметом[2][8]

Husky
- Броньована евакуаційна машина (БРЕМ)[6].
- Екіпаж з двох бійців[6]
- Призначена для вирішення широкого кола завдань технічного забезпечення підрозділів при веденні ними всіх видів бойових дій[6]

## LAV II
БТР LAV II є другим поколінням сімейства LAV. LAV II — це машина 8x8 на базі броньованої машини загального призначення 6x6. Він був виготовлений General Motors Diesel (тепер General Dynamics Land Systems Canada) у Лондоні, Онтаріо. Першим користувачем LAV II був Корпус морської піхоти Сполучених Штатів, вони називають цей БТР LAV-25. Канада закупила два основні варіанти: «Койот» і «Бізон».

### LAV-25
У 1980-х роках Корпус морської піхоти США почав шукати легку броньовану машину, щоб надати своїм підрозділам більшої мобільності. Вони обрали дизайн Light Armored Vehicle від General Motors Diesel. LAV-25 базувався на броньованій машині загального призначення (LAV I) канадської армії. Він надійшов на озброєння морської піхоти в 1983 році. У той час армія США зацікавилася цими транспортними засобами, але не замовляла їх (проте пізніше вони взяли на озброєння подібні транспортні засоби сімейства Stryker). Однак армія запозичила принаймні десяток LAV-25 для використання 82-ю повітряно-десантною дивізією США, 3-73-ю бронетанковою для розвідувального взводу під час війни в Перській затоці. Ці LAV-25 були повернуті Корпусу морської піхоти після конфлікту. Корпус замовив 758 бронетранспортерів усіх варіантів. LAV вперше брали участь у бойових діях під час вторгнення до Панами в 1989 році та продовжували службу під час війни в Перській затоці, війни в Іраку та війни в Афганістані.
До складу легкоброньованого розвідувального батальйону Корпусу морської піхоти США входять 56 LAV-25, 16 LAV-AT, 12 LAV-L, 8 LAV-M, 4 LAV-R, 4 LAV-C2 і певна кількість машин LAV-MEWSS.

### Bison
«Бізон» — це бронемашина на базі платформи 8x8 LAV-25, яка спочатку розроблялася як бронетранспортер. Надійшовши на озброєння в 1990 році, він використовувався в основному як броньований позашляховик, маючи ряд різних підваріантів протягом років служби.

#### Конструкція
Розпочавши з базового LAV-25, процес проєктування Bison зайняв лише сім днів. Bison відрізняється від базової лінії LAV-25 підвищеною висотою даху, відсутністю кільця башти, розміщенням командирської башточки позаду водія та використанням системи кріплення на рейках у вантажно-пасажирському відділенні для швидкої зміни спецобладнання.
Збройні сили Канади почали модернізацію Bison між 2002 і 2008 роками. Оновлення включало збільшену потужність двигуна, нові торсіони, кріплення для додаткової броні, кондиціонер і респіраторну систему VRS для захисту від ЗМУ.

#### Модифікації
Система кріплення Bison на рейках дозволяє адаптувати його до різних ролей без будь-якого серйозного переобладнання. «Бізони», які використовуються канадськими збройними силами, були адаптовані для використання як бронетранспортери (оригінальна конфігурація — в основному замінені в цій ролі на LAV III), 81-мм самохідні міномети, машини медичної евакуації (32), машини мобільної ремонтної групи (MRT) (32), броньовані евакуаційні машини (32), машини радіоелектронної боротьби (25), машини РХБ розвідки (4).

### Броньована розвідувальна машина «Койот»
«Койот» надійшов на озброєнні з 1996 року і використовувався в ролі легкої розвідувальної машини, хоча спочатку також використовувався як бойова броньована машина в ролі тренажера для навчання танкістів середніх танків у бронетанкових батальйонах так само, як і попередні машини AVGP. Прийнятий на озброєння з 1996 року, «Койот» є пізнішим поколінням LAV-25 і належить до того ж сімейства та подібного покоління, що й БТР Bison та австралійський ASLAV.

#### Озброєння
«Койоти» озброєні автоматичною швидкострільною гарматою з ланцюговим електроприводом, або так званою ланцюговою гарматою, M242 Bushmaster калібру 25×137 мм. Основна гармата і коаксіальний кулемет стабілізовані по 2 осях. Башта оснащена лазерним далекоміром, але не має балістичного комп'ютера; поправки кута обстрілу та випередження вносяться навідником вручну за допомогою багатостадійних сіток у денних, тепловізорах та прицілах посилення зображення. Башта також оснащена гранатометами, які можуть заряджатися димовими та осколковими гранатами.

#### Мобільність

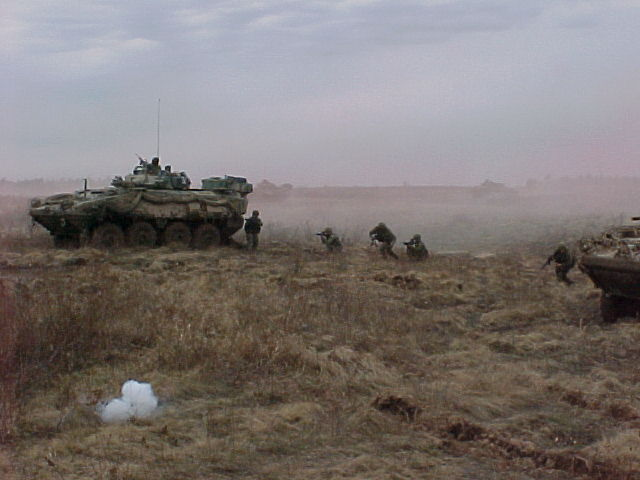
Канадська піхота висаджується з LAV III на військовій базі Ґейджтаун

«Койот» оснащений двигуном Detroit Diesel 6V53T потужністю 400 к.с. і може розвивати швидкість 100 км/год на дорозі. Максимальний запас ходу «Койот» становить 660 км. Він використовує колесо більшого розміру, ніж спочатку використовувалося на Bison і AVGP (ці транспортні засоби пізніше були переоснащені на ці колеса). «Койот» можна транспортувати в літаку C-130, але для транспортування потрібно зняти башту.

#### Історія служби
З моменту прийняття на озброєння «Койот» в Збройних силах Канади автомобіль служив національним інтересам у країні та за кордоном. «Койот» служив під час місій ООН/НАТО в Боснії та Герцеговині, Македонії, Косово та в Афганістані. Наразі «Койот» знято з експлуатації та замінено броньованими машинами TAPV та LAV 6 .

## LAV III
LAV III, який у канадській армії спочатку називали Kodiak, є третім поколінням LAV і вперше надійшов на озброєння в 1999 році. Він був розроблений у Канаді на основі LAV II і є основною механізованою піхотною машиною армії Нової Зеландії та раніше армії Канади. Він також є основою серії транспортних засобів Stryker, які використовуються армією США та іншими операторами.

### Проєктування
У липні 1991 року збройні сили Канади визначили потребу замінити свій парк старих бронетранспортерів 1960-х і 1970-х років. У результаті чинний консервативний уряд запустив проєкт багатоцільової бойової машини (MRCV). Завданням проєкту MRCV було створення серії транспортних засобів на основі загального шасі, які замінили б бронетранспортер M113, розвідувальну машину «Линкс», бронетранспортер Grizzly і бронетранспортер Bison. Однак проєкт було визнано задорогим і скасовано до березня 1992 року.
До 1994 року, після повернення Ліберальної партії до уряду, армія все ще потребувала нових транспортних засобів. У результаті армія приступила до проєкту легкої броньованої машини, який адаптував би частини проєкту MRCV і впроваджувався поступово, щоб розподілити витрати. Також знято вимогу про заміну «Бізонів».
У серпні 1995 року компанія General Motors Diesel (пізніше перейменована на GM Defense, а згодом придбана компанією GDLS з Лондона, Онтаріо) отримала контракт на виробництво LAV III, який мав замінити Grizzly і велику частину M113. LAV III включав башту та систему озброєння, що використовувалася на бойові розвідувальній машині «Койот» (який вироблявся на тій самій базі).

### Конструкція

#### Мобільність
LAV III оснащений дизельним двигуном Caterpillar 3126 потужністю 350 кінських сил (260 кВт) і може розвивати швидкість понад 100 км/год. Автомобіль оснащений приводом 8x8, а також центральною системою підкачування шин, що дозволяє адаптуватися до різної місцевості, в тому числі бездоріжжя. LAV III оснащений сучасною антиблокувальною системою гальм (ABS). На відміну від попередніх версій LAV, LAV III не має плавальних можливостей.

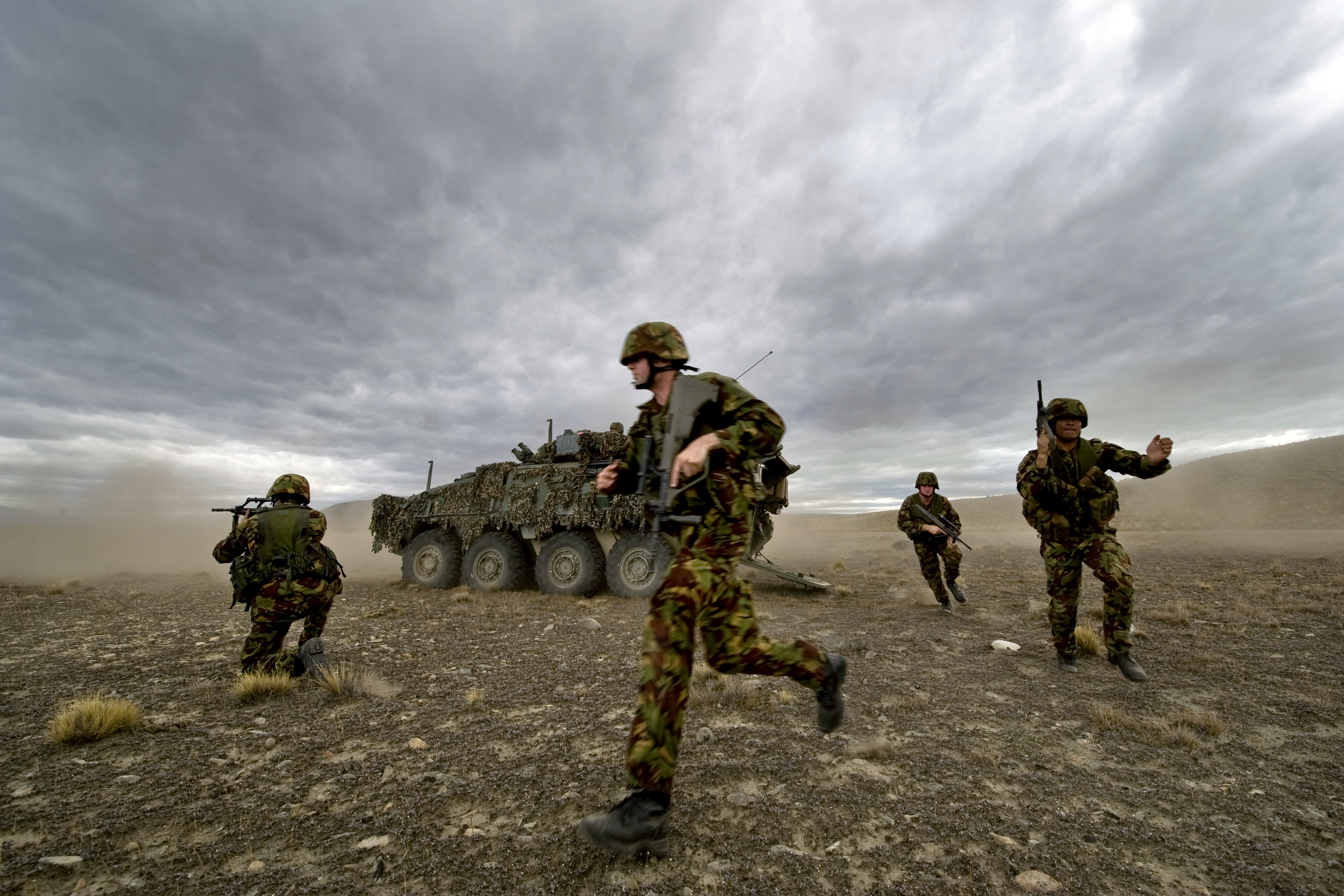
Солдати армії Нової Зеландії з NZLAV проходять навчання у військовому таборі Текапо

Через наявність башти у LAV III машина має вищий центр ваги, ніж було спочатку передбачено для LAV. Це викликало занепокоєння, що транспортний засіб, ймовірно, буде перевертатись на нерівній місцевості, і дійсно, було зареєстровано кілька випадків перекидання канадського БТРа.

#### Захист
Основна броня LAV III, згідно з угодою про стандартизацію STANAG 4569, має рівень III, і забезпечує повний захист від куль НАТО 7,62×51 мм. Є варіант з додатковою керамічною бронею (MEXAS), яка захищає від куль більшого калібру 14,5×114 мм з відстані 500 метрів. LAV III також може бути оснащений бронею, що забезпечує захист від кумулятивних зарядів. LAV III оснащений ядерною, біологічною, хімічною (ЯХБ) системою фільтрації, що супроводжується хімічним детектором GID-3 і системами радіаційного детектора AN/VDR-2. LAV III був розроблений для створення дуже низької та дуже компактної конструкції для мінімізації радіолокаційного та інфрачервоного виявлення. LAV III також використовує теплопоглинаючі фільтри для забезпечення тимчасового захисту від тепловізорів (TIS), підсилювачів зображення та інфрачервоних камер (ІЧ) . General Dynamics в процесі адаптації для LAV III системи активного захисту на основі ізраїльської системи Trophy.
Більшість втрат канадського контингенту в Афганістані сталися під час патрулювання на борту LAV III. Це можна пояснити тим, що LAV III — це канадський бронетранспортер, який найчастіше використовують на театрі бойових дій, і він просто відображає нормальний зв'язок між використанням та ймовірністю потрапити на міну чи саморобний вибуховий пристрій. LAV III забезпечує приблизно такий самий або кращий захист, ніж більшість інших транспортних засобів піхоти, що використовувались в Афганістані. З метою покращення захисту з врахуванням досвіду використання БТРів в Афганістані, майбутня модернізація LAV III, ймовірно, включатиме покращений захист від мін та СВП.

#### Озброєння
LAV III оснащений двомісною баштою, в якій розміщена ланцюгова гармата M242 Bushmaster і спарений з нею 7,62-мм кулеметом. Ще один 5,56-мм або 7,62-мм кулемет розташований у верхній частині башти. LAV III також має вісім 76-мм димових гранатометів у двох кластерах по чотири пускові установки, розташованих з кожного боку башти. Гранатомети призначені для пуску димових гранат. У 2009 році ряд LAV III були модифіковані бойовим модулем «Нанук» (RCWS), щоб забезпечити кращий захист і збільшити шанси на виживання екіпажу від саморобних вибухових пристроїв і протитанкових мін на полі бою.

#### Прилади спостереження
LAV III оснащено денною оптичною системою з тепловізором (TIS) і системою посилення зображення III покоління (II). LAV III оснащено тактичною навігаційною системою (TacNav) для допомоги в навігації та визначенні місцезнаходження цілі. LAV III оснащений РК- монітором, безпосередньо підключеним до зовнішніх камер, що забезпечує пасажирам зображення поля бою в реальному часі.

### Історія служби

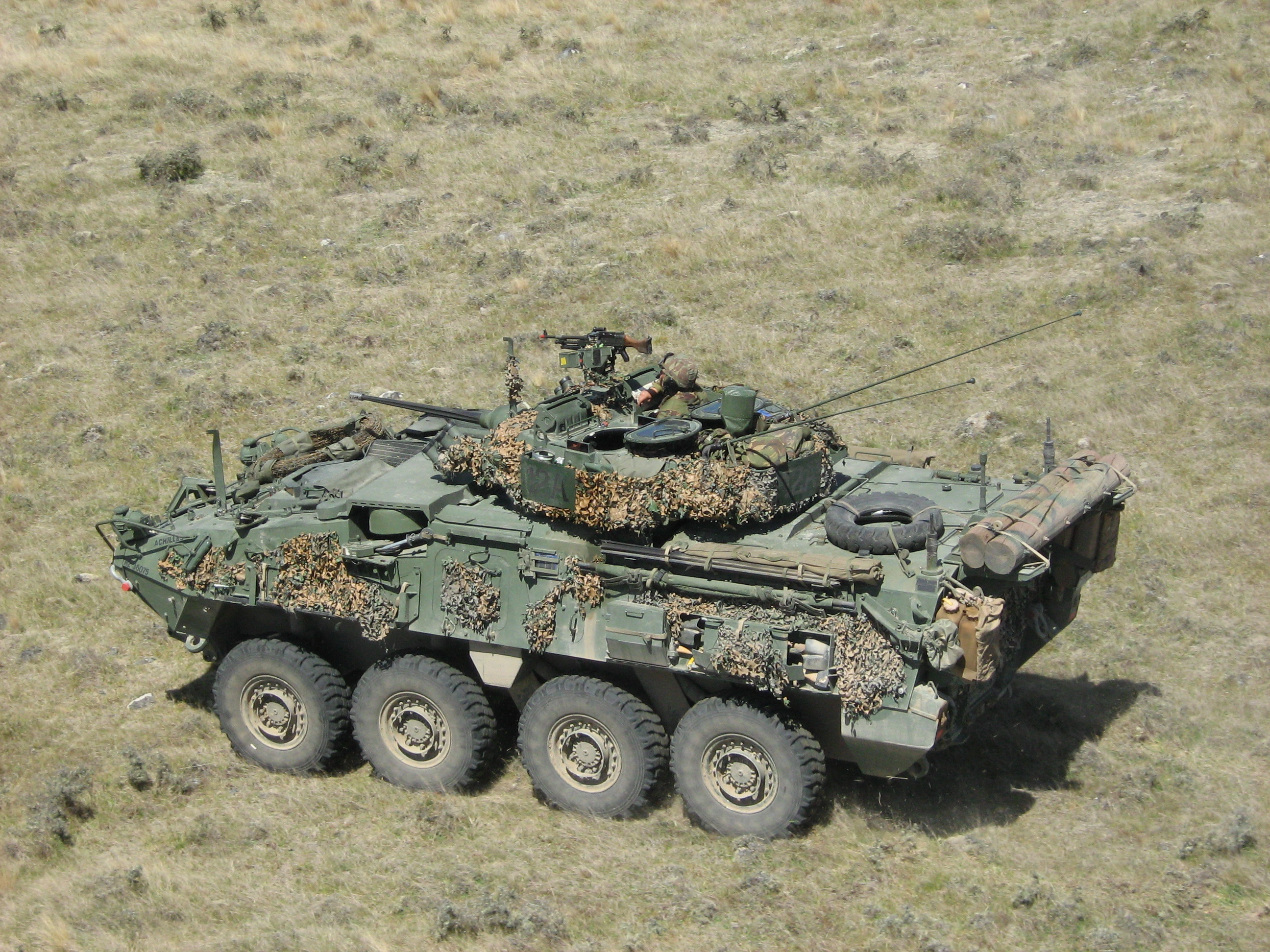
NZLAV

LAV III і подібні версії використовувалися в таких місіях:
- Місія ООН в Ефіопії та Еритреї (UNMEE)
- Місія ООН у Косово (UNMIK)
- Місія ООН у Боснії та Герцеговині (UNMIBH)
- Місія ООН на Гаїті (МООНГ)
- Війна в Афганістані (ISAF)
- Нейпірська стрілянина
- Операція «Лотос»
- Рятувальні роботи під час землетрусу в Крайстчерчі 2011 року
- Колумбійський збройний конфлікт

### Нова Зеландія
Збройні сили Нової Зеландії придбали 105 NZLAV, з яких 102 були стандартними бронетранспортерами, а 3 були перероблені для евакуації.
У листопаді 2009 року було оголошено, що три NZLAV будуть розгорнуті для допомоги в операціях NZSAS в Афганістані, і їхнє бронювання було домодифіковане. У 2011 році ці три LAV були переведені в Баміан для підтримки тамтешньої команди з реконструкції провінції, оскільки вони більше не були потрібні Кабулу через скорочення чисельності SAS. У Баміан було надіслано ще п'ять додаткових LAV. Один з них був пошкоджений придорожньою бомбою.

### Модифікації
- TOW Under Armour (TUA) — стандартну башти LAV III замінено на пускову установку TOW Under Armour для протитанкових цілей
- БМП піхотного взводу (ISC) — надлишки корпусів LAV TUA були оснащені дистанційно керованою збройовою станцією Nanuk
- Машина спостережного пункту (OPV) — стандартний LAV III, обладнаний для використання передовим офіцером спостереження (FOO)
- Командно-штабна машина (CPV) — стандартний LAV III, обладнаний для виконання завдань командного пункту
- Інженерний LAV (ELAV) — LAV III, оснащений бульдозерним відвалом та іншим інженерним обладнанням[33]
- Мобільна машина піхоти (IMV) — стандартна машина NZLAV, яка використовується для переміщення, розвідки та передового спостереження
- З бульдозерною лопатою для усунення легких перешкод (LOB) — NZLAV IMV, оснащене невеликим відвалом для незначних земляних робіт і відсування перешкод
- Евакуація (LAV-R) — автомобіль NZLAV, оснащений лебідкою TR200 і земляним якорем для евакуаційних операцій
- Multi-Mission Effects Vehicle (MMEV) — проєкт був скасований у 2005 році
- Система спостереження LAV Reconnaissance Surveillance System (LRSS) — до 2021 року замінить розвідувальну машину «Койот» на шасі 66 LAV VI
- Бойова броньована машина підтримки (ACSV) — 360 ACSV на базі LAV VI замінить поточні парки LAV II Bison і TLAV (M113)

## LAV 6

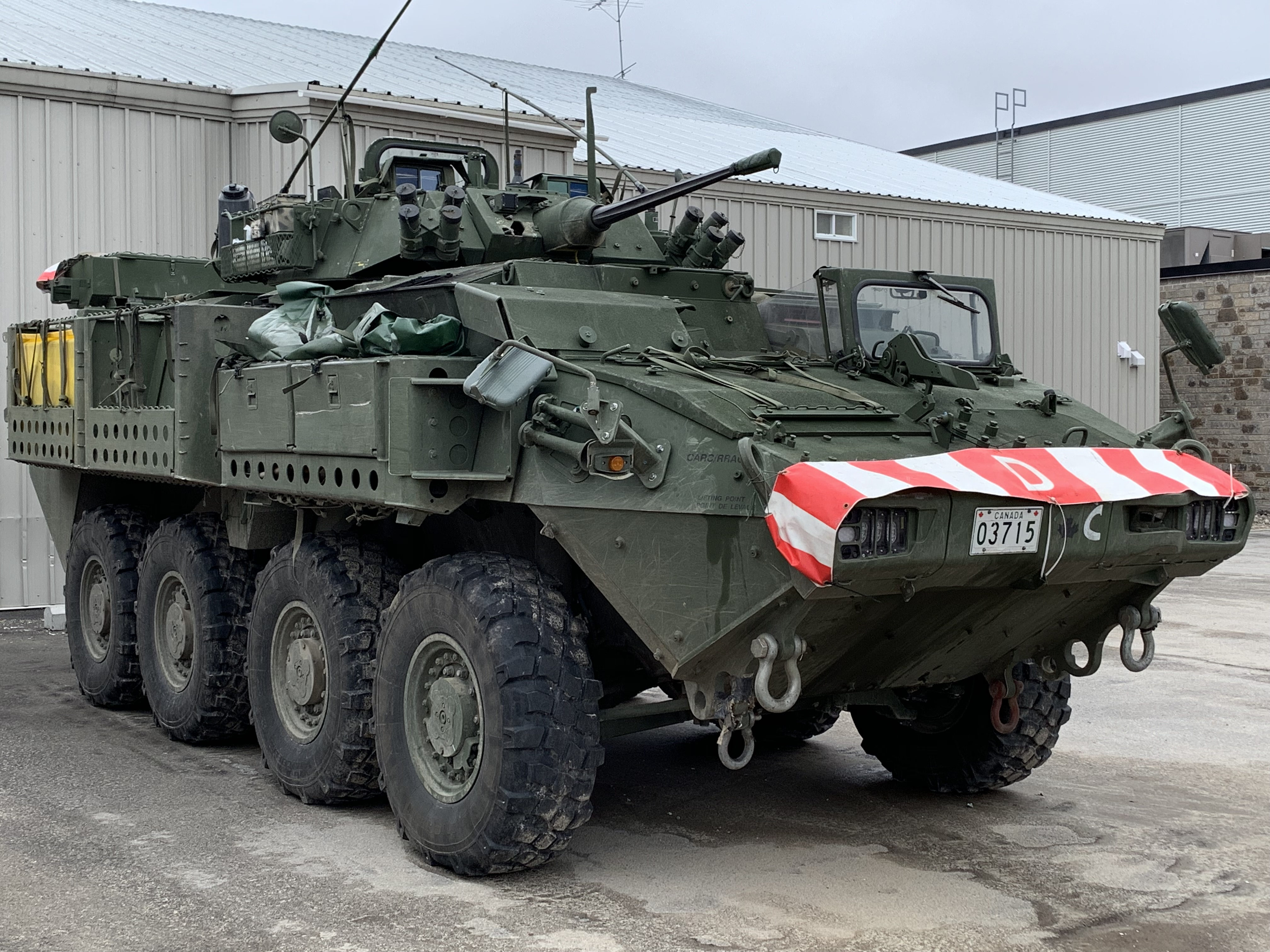
Канадський LAV 6

У жовтні 2011 року GDLS-Canada отримала контракт на модернізацію 409 з 651 БТР LAV III, що перебували тоді на озброєнні, до стандарту LAV 6. Було замовлено чотири варіанти: транспортний засіб піхотного відділення, командний пункт, спостережний пункт та інженерна машина. Очікувалося, що модернізація продовжить термін служби БТРів до 2035 року. У лютому 2017 року служба уклала з GDLS-Canada контракт на 404 мільйони доларів на модернізацію ще 141 LAV III. У серпні 2019 року GDLS-Canada отримала чотирирічну угоду на 3 мільярди доларів на будівництво 360 машин варіанту броньованої машини бойової підтримки. Перший з них зійшов з конвеєра в травні 2021 року.
Саудівська Аравія отримає 900 модифікованих LAV 6 за 15 мільярдів доларів.

## Постачання в Україну
В кінці червня 2022 з'явилась інформація про постачання в Україну 39 канадських бойових броньованих машин підтримки (ACSV) у модифікації без гармати не пізніше серпня 2022 року після невеликого навчання українських військових, як правильно використовувати канадську техніку. Оголошуючи цю новину, Прем'єр-міністр Канади Джастін Трюдо сказав, стосовно всього обладнання, призначеного для підтримки України, — від гаубиць і до снайперських рушниць, — що найкраще для безпеки самої Канади і для геополітичної стабільності — це передати його негайно до рук українців.